# Economía de los Emiratos Árabes Unidos
Los Emiratos Árabes Unidos tienen una economía abierta con elevado PIB per cápita y superávit comercial. Esfuerzos exitosos en el sentido de diversificar la economía redujeron la participación del petróleo y del gas natural en el Producto interior bruto a sólo 25%. Desde el descubrimiento de petróleo en los Emiratos en 1960, el país ha pasado por una profunda transformación, de una región de principados pobres en medio del desierto para un país moderno con alto patrón de vida. El gasto del gobierno expandió la creación de empleos, y la expansión de la infraestructura aumentó la implicación económica del sector privado. El territorio de Emiratos es en su totalidad desértico. Por ello las actividades económicas tradicionales se limitan a la recogida de dátiles, la pesca y la cría de camellos. A mediados del siglo XX el conjunto de los Emiratos constituía una de las regiones más pobres del planeta. Sin embargo, las exportaciones petroleras descubrieron importantes reservas de petróleo y gas natural en Abu Dabi y Dubái.

Una representación proporcional de las exportaciones de los Emiratos Árabes Unidos, 2019

Estos dos emiratos constituyen los pilares en los que se ha construido la economía del país, que vio aumentar su PIB hasta colocarlo al mismo nivel de los llamados países desarrollados.
Los cuantiosos ingresos derivados del petróleo han contribuido a elevar el nivel de vida de la población y han dotado al país de infraestructuras de primer orden.
La ultramoderna Dubái testimonia el rápido desarrollo del país, que se ve reflejado en una arquitectura de alto nivel. Esta ciudad posee el hotel más grande del mundo. Posee en la actualidad una isla artificial en forma de palmera y está construyendo otra más grande, también está construyendo un conjunto de islas artificiales que forman un mapa mundi.
En la década de 1990 el país inició un amplio programa de inversión en educación e investigación. De esta manera el país se puso a la cabeza de la inversión en investigación entre los estados árabes. En los laboratorios se producen importantes avances para potenciar la agricultura adecuada al desierto.
La unidad monetaria es el dirham. Emiratos Árabes Unidos es miembro de la OPEP, y  OCI.
EAU tiene un régimen fiscal atractivo para las empresas y los individuos, lo que hace que sea un destino preferido para las empresas que buscan elusión fiscal. La ONG Tax Justice Network los sitúa en 2021 en el grupo de los diez mayores paraísos fiscales.

## Producto interior bruto
Datos del PIB según el informe de abril de 2009 del FMI:
| Variable                      | 1990       | 1991       | 1992       | 1993       | 1994       | 1995       | 1996       | 1997       | 1998       | 1999       |
| ----------------------------- | ---------- | ---------- | ---------- | ---------- | ---------- | ---------- | ---------- | ---------- | ---------- | ---------- |
| PBI Nominal (millones de US$) | 35.985     | 33.193     | 33.488     | 36.721     | 37.439     | 40.726     | 48.006     | 51.216     | 48.514     | 55.181     |
| Ingreso per cápita Nominal    | 19,514.640 | 17,220.534 | 16,652.446 | 17,628.869 | 16,788.845 | 16,891.584 | 19,650.315 | 19,850.979 | 17,118.623 | 18,193.68  |
| Pbi PPA (millones de US$)     | 45.075     | 47.532     | 49.955     | 49.979     | 54.483     | 59.050     | 63.408     | 69.576     | 70.434     | 73.696     |
| Ingreso Per Cápita PPA        | 24,444.007 | 24,659.913 | 24,841.013 | 23,993.961 | 24,431.950 | 24,491.717 | 25,955.087 | 26,967.363 | 24,853.237 | 24,298.032 |

| Variable                      | 2000       | 2001       | 2002       | 2003       | 2004       | 2005       | 2006       | 2007       | 2008           |
| ----------------------------- | ---------- | ---------- | ---------- | ---------- | ---------- | ---------- | ---------- | ---------- | -------------- |
| PBI Nominal (millones de US$) | 70.221     | 68.677     | 75.892     | 88.959     | 107.304    | 135.198    | 164.165    | 180.180    | 260.141        |
| Ingreso per cápita Nominal    | 23,446.149 | 21,685.143 | 22,660.965 | 25,051.742 | 28,530.588 | 32,926.951 | 38,818.887 | 40,147.116 | 54.606,511     |
| Pib PPA (millones de US$)     | 84.626     | 88.125     | 92.039     | 105.169    | 120.364    | 136.700    | 154.351    | 168.553    | 184.984        |
| Ingreso Per Cápita PPA        | 28,255.608 | 27,825.995 | 27,482.574 | 29,616.723 | 32,003.253 | 33,292.717 | 36,498.279 | 37,556.334 | 38.830,132(**) |

(**)
Fuente: Fondo Monetario Internacional